# 奈良県道116号大和高田御所線
奈良県道116号大和高田御所線（ならけんどう116ごう やまとたかだごせせん）は、奈良県大和高田市から御所市に至る一般県道である。

## 概要
大和高田市今里町から御所市大字冨田に至る。

### 路線データ
- 起点：大和高田市今里町（今里交差点、国道165号・国道166号交点、大阪府道・奈良県道12号堺大和高田線終点、奈良県道277号大和高田広陵線上）
- 終点：御所市大字冨田（冨田交差点、国道308号交点、奈良県道212号玉手茅原線終点）

## 路線状況

### 重複区間
- 奈良県道277号大和高田広陵線（大和高田市今里町・今里交差点（起点） - 大和高田市田井新町）
- 奈良県道212号玉手茅原線（御所市大字玉手・玉手交差点 - 御所市大字冨田・冨田交差点（終点））

### 道路施設

#### 橋梁
- 天満橋（住吉川、大和高田市）

## 地理

### 通過する自治体
- 奈良県
  - 大和高田市 - 橿原市 - 御所市

### 交差する道路
| 交差する道路                                                                                                   | 市町村名   | 交差する場所 | 交差する場所      |
| --- | ---------- | ------------ | ----------------- |
| 国道165号 国道166号 国道168号 重複 大阪府道・奈良県道12号堺大和高田線 奈良県道277号大和高田広陵線 重複区間起点 | 大和高田市 | 今里町       | 今里交差点 / 起点 |
| 奈良県道274号明日香大和郡山自転車道線 奈良県道277号大和高田広陵線 重複区間終点                                 | 大和高田市 | 田井新町     |                   |
| 国道24号 / E91 大和高田バイパス 国道166号 重複 奈良県道274号明日香大和郡山自転車道線 重複                      | 大和高田市 | 大字勝目     | 勝目交差点        |
| E24 京奈和自動車道 / 大和御所道路                                                                              | 橿原市     | 観音寺町     |                   |
| E24 京奈和自動車道                                                                                             | 御所市     | 大字本馬     | 御所IC            |
| 奈良県道118号御所高取線 奈良県道212号玉手茅原線 重複区間起点                                                   | 御所市     | 大字玉手     | 玉手交差点        |
| 国道309号 奈良県道212号玉手茅原線 重複区間終点                                                                 | 御所市     | 大字冨田     | 冨田交差点 / 終点 |

### 交差する鉄道
- 近鉄南大阪線
- 和歌山線

### 沿線
- 近鉄南大阪線 浮孔駅
- JR西日本和歌山線 玉手駅
- 奈良県立御所実業高等学校